# Magik Five: Heaven Beyond
Magik Five: Heaven Beyond is de vijfde cd uit de Magik-reeks van DJ Tiësto.
De cd verscheen in 2000.
Net als de rest van de cd's uit deze reeks is ook deze cd een "live turntable mix", oftewel de cd is opgenomen terwijl Tiësto de platen mixte.

## Tracklist
1. DJ Tiësto, Armin van Buuren en Alibi - Eternity (5:08)
2. Allure - No More Tears (4:54)
3. Kamaya Painters - Cryptomnesia (4:39)
4. Atlantis - Fiji (5:51)
5. Twilight - Platina (2:33)
6. Eve - Riser (3:43)
7. Fire & Ice - Neverending Melody (5:29)
8. Yahel - Open Your Mind (5:46)
9. Airwave - Alone in the Dark (5:46)
10. Chant - Sweet Images (4:30)
11. Deniro - State of Mind (5:16)
12. DJ Merlyn - Krass (4:59)
13. Mario Più - Serendipity [Mas Mix] (3:41)
14. Oliver Lieb - Subraumstimulation [Main Mix] (3:27)
15. Transa - Supernova (4:37)
16. Rank 1 - Airwave (3:31)